# 1944年の日本競馬
1944年の日本競馬（1944ねんのにほんけいば）では、1944年（昭和19年）の日本競馬界についてまとめる。
馬齢は旧表記で統一する。
1943年の日本競馬 - 1944年の日本競馬 - 1945年の日本競馬

## できごと

### 1月 - 3月
- 1月4日 - 安田伊左衛門理事長は、競馬開催停止に伴う臨時措置として、競走馬も整理されることになったことから「整理馬淘汰検査」について各競馬場長にあて指示した。これは3-5歳の呼馬および抽籤馬に対する措置として約1000頭を保有し、過剰馬については整理馬検定を行い、整理されるべき馬については一定の保証を為すというものであった[1]。
- 1月8日 - 馬政局長官は、1944年（昭和19年）度の能力検定競走に出走させる馬について、日本馬事会理事長にあて種馬統制法による種馬検査を1月20日から2月14日まで行う旨を通牒した。その後、東京・中山・京都・小倉・宮崎・福島・函館・札幌の各競馬場でそれぞれ種馬検査が行われている[1]。
- 1月12日 - 安田伊左衛門理事長は競馬開催停止に伴う人員削減について、各競馬場長に希望退職者を募るよう通知した[1]。
- 1月20日 - 馬政局における種馬検査が行われ、出場総数1947頭、うち1175頭が合格とされ、東京と京都の両競馬場に送られた[2]。
- 2月4日 - 馬政局長官は、競馬開催停止に伴う転職者に転職資金を支給する旨を日本競馬会理事長にあて通牒した。日本競馬会を退職した職員は、本部69人のほか、各競馬場合計166人であった[2]。
- 2月16日 - 山崎達之輔農商相は、省令第7号をもって「競馬停止に伴う臨時措置補助規則」を公布、即日施行した。これは、国庫から開催費用を支給することになったためである[2]。
- 2月17日 - 馬政局長官は、本年度より能力検定競走施行要領により、能力検定競走を施行するよう指示した[2]。
- 3月8日 - 新潟競馬場が閉場となる[3]。
- 3月21日 - 福島競馬場・小倉競馬場が閉場となる[3]。
- 3月22日 - 日本競馬会は、横浜競馬場の売渡代金および移転補償費として695万1649円99銭を受領した[4]。その後海軍の斡旋によって神奈川県高座郡相模原町上鶴間にある379,000坪の土地を買収する予定であったが、実現に至らず終戦を迎えている[5]。
- 3月24日 - 日本競馬会は、主務省の認可を受けて競馬開催停止に伴う「日本競馬会事務規則」の臨時特例を定めて機構改革を行い、また事務所を東京都北多摩郡府中町1125に移転させた[4]。前事務所は農商省の農作物統計事務所に転用された[4]。
- 3月30日 - 中山競馬場が閉鎖され、陸軍軍医学校出張所に引き渡された[5]。
- 3月31日 - 函館競馬場が閉鎖され、軍の高射砲陣地に転用された[3]。

### 4月 - 6月
- 4月1日 - 日本競馬会は、主務省の認可を得て「能力検定競走施行規程」を制定し、この日から施行した[4]。
- 4月22日 - この日より6月中旬まで春季能力検定競走が開催される。毎週の土日を含む2－3日間の開催で、1日に10競走が行われた。東京競馬場では18日間、京都競馬場では17日間行われて計35日間、350回の競走が行われた。同年の検定合格馬はサラブレッド673頭、アラブ種502頭で、いずれも競馬振興会会員の持ち馬であった[4]。
- 6月18日 - 馬政局は各競馬振興会を統一して新たな社団法人を設立すべく、各振興会の理事を東京競馬場に招いて「社団法人 軽種馬能力検定協力会」の設立について協議した。これにより9月18日に東京競馬振興会は解散を決議し、また福島もそれに続いた。しかし、馬政局は9月27日に「事態の急変に伴い当分の間設立を見合わせる」と通牒している[4]。

### 7月 - 9月
- 7月11日 - 日本競馬会は、東京・京都の各競馬振興会の意見に基づき、秋季の能力検定競走の開催日割を馬政局長官に提出した[4]。
- 7月 - 馬政局長官は安田伊左衛門理事長に対して口頭で「東京競馬場が軍当局の要望で戦力増強部門に転用される予定なので、その対策を講じるよう」との旨を伝える[4]。
- 8月7日 - 日本競馬会は東京競馬場の転用対策として、京都競馬場で能力検定競走を行う、京都も不可能になった場合は生産地で分散審査を行うとし、あくまでも競馬再開のために必要最小限度の軽種馬資源を確保するという緊急対策を決議した[4]。
- 8月28日 - 日本競馬会は理事会を開き、東京競馬場転用に伴う雇用整理などの緊急対策について協議した[4]。
- 8月30日 - 小倉競馬場がB-29による爆撃を受ける[3]。
- 9月1日 - 小磯国昭内閣の閣議により、東京競馬場の転用に伴う「軽種馬緊急対策」を閣議諒解事項として決定した。これにより日本競馬会は競走馬を整理・買い上げ・所有し、調教師や騎手、厩務員などを業務員として雇用し、岩手県や北海道に指定種馬に選ばれた優良馬を疎開させた[4]。
- 9月30日 - 日本競馬会は調教師免許者88人のうち42人、騎手免許者104人のうち74人、見習騎手30人のうちから12人を選んで職員に、また騎手候補生21人と厩務員146人を傭人として雇用した[6]。
- 9月 - 日本競馬会は、東京・京都の両競馬場在厩の馬主所有の競走馬（3-5歳）をすべて買い上げた。また、軽種馬生産維持のために、馬産地に購買委員を派遣して当歳・2歳の産駒の購買を行った。これにより、馬主は事実上消滅した[6]。

### 10月 - 12月
- 11月8日 - 日本競馬会は馬政局会議室で、「輓馬機動隊緊急編成要綱案」等について理事会を開いた。これは東京や大阪を中心として1500頭の機動隊を編成する目的のもので、これにつき馬政局長官は、12月14日に「都市輓馬の補充および輓馬機動隊の設置に関する件」として決定されたことを日本競馬会理事長宛てに通知している[6]。
- 12月8日 - 京都農林省賞典四歳呼馬が行われ、カイソウが1位入線したものの、全騎手が競走走路を誤ったために競走不成立となった[3]。
- 12月13日 - 安田伊左衛門理事長は宮内省に申し入れ、同年秋季の帝室御賞典は辞退する旨を伝えた[6]。

## 競走成績

### 能力検定競走の主な競走
- 第6回農商省賞典四歳（東京競馬場・5月21日）優勝：クリヤマト（騎手：境勝太郎）
- 第14回帝室御賞典（春）（京都競馬場・5月28日） 優勝：ヒロサクラ（騎手：渋川久作）
- 第6回能力検定競走（東京競馬場・6月4日）優勝：ヤマイワイ（騎手：前田長吉）
- 第13回東京優駿競走（日本ダービー）（東京競馬場・6月18日) 優勝：カイソウ（騎手：橋本輝雄）

### 障害競走
- 農商省賞典障碍（東京競馬場・6月11日）優勝 : イマカゼ（騎手 : 石澤秀二）

## 誕生
この年に生まれた競走馬は1947年のクラシック世代となる。

### 競走馬
- 3月10日 - トキツカゼ
- 3月22日 - シーマー
- 4月5日 - マツミドリ
- 5月7日 - イサベリーン
- 不明 - ブラウニー

### 人物
- 1月21日 - 郷原洋行 騎手、調教師（JRA）
- 1月23日 - 中神輝一郎 騎手（JRA）
- 2月15日 - 小原伊佐美 騎手、調教師（JRA）
- 4月1日 - 梅内忍 騎手、調教師（JRA）
- 4月19日 - 鈴木康弘 調教師（JRA）
- 8月2日 - 畠山重則 騎手、調教師（JRA）
- 8月11日 - 小野幸治 騎手、調教師（JRA）
- 9月11日 - 梅田康雄 調教師（JRA）
- 9月15日 - 境直行 騎手、調教師（JRA）
- 10月15日 - 大久保洋吉 調教師（JRA）
- 11月8日 - 久保田秀次郎 騎手（JRA）
- 11月22日 - 安田伊佐夫 騎手（JRA）